# Max Tilzer
Max M. Tilzer, auch: Max von Tilzer (* 30. April 1939 in St. Anton am Arlberg, Tirol) ist ein österreichischer Biologe. Tilzer war Professor für aquatische Ökologie an der Universität Konstanz und von 1992 bis 1997 Direktor des Alfred-Wegener-Instituts für Polar- und Meeresforschung (AWI).

## Leben
Max Tilzer studierte Biologie mit Schwerpunkt auf Ökologie an der Universität Wien. 1967 wurde er mit einer Arbeit über die Lückenraumfauna zweier Hochgebirgsbäche in den Tiroler Alpen promoviert. In einem Forschungsauftrag der Universität Innsbruck und des von der UNESCO koordinierten Internationalen Biologischen Programms (IBP) arbeitete er zwischen 1967 und 1973 am Produktionsprozess von Phytoplankton und pelagischen Bakterien in einem österreichischen Hochgebirgssee. Aufgrund dieser wissenschaftlichen Tätigkeit habilitierte er sich an der Universität Innsbruck im Fach Limnologie.
Von 1974 und 1976 forschte Max Tilzer an der University of California, Davis im Rahmen der Tahoe Research Group; er untersuchte die Lichtabhängigkeit der Photosynthese des Phytoplanktons im extrem klaren und unproduktiven Lake Tahoe. 1976 erhielt Tilzer einen Ruf an die Technische Universität Berlin auf den Lehrstuhl für Limnologie. 1978 wechselte er auf den Lehrstuhl für Limnologie an der Universität Freiburg und wurde dort Direktor des zur Freiburger Universität gehörigen Limnologischen Instituts mit Sitz in Konstanz. 1980 wechselte er als Professor an die Universität Konstanz, das Institut wurde an die Universität Konstanz übertragen. Tilzer initiierte ein multidisziplinäres, ökosystemorientiertes Forschungsprojekt am Bodensee, er war zudem zwischen 1986 und 1992 Sprecher des Sonderforschungsbereichs „Stoffhaushalt des Bodensees“.
Tilzer nahm von 1980 bis 1987 an vier größeren wissenschaftlichen Expeditionen in den Antarktischen Ozean teil um die Produktionsprozesse des Phytoplanktons im Südlichen Ozean unter den dort herrschenden extremen Umweltbedingungen, in erster Linie den vorherrschenden tiefen Temperaturen, zu erforschen.
1992 wurde Max Tilzer von der Professur freigestellt und übernahm für fünf Jahre das Amt des wissenschaftlichen Direktors des zur Helmholtz-Gemeinschaft angegliederten Alfred-Wegener-Instituts für Polar- und Meeresforschung Bremerhaven und das Management des zugehörigen Forschungsschiffs Polarstern sowie mehrerer wissenschaftlicher Forschungsstationen in beiden Polarregionen. Er engagierte sich insbesondere für die Erforschung der Rolle der Polarregionen für das globale Klima mit der Koordination.
Im Jahre 1997 kehrte Tilzer auf den Lehrstuhl für Aquatische Ökologie an die Universität Konstanz zurück mit dem Ziel der Lehre und Forschung von Binnengewässernsystemen als auch Ozeanen, darüber hinaus beispielsweise die Mitarbeit im „Red Sea Program“, in welchem im Golf von Aqaba Forscher aus Deutschland, Israel, Ägypten, Jordanien sowie der Palästinensischen Autonomiebehörde zusammenarbeiteten. Zudem war er involviert im Sonderforschungsbereich „Bodenseelitoral“ mit dem Projekt der Dynamik der Auswuchs-Lebensgemeinschaft in der Uferzone des Bodensees.
Tilzer war in verschiedensten Gremien engagiert, wie 1996 bis 2000 im Wissenschaftlichen Beirats Globale Umweltveränderungen der Bundesregierung (WBGU). Er organisiert bis heute mehrere Vorlesungsreihen zu diesen und verwandten Themen im Rahmen des Studium Generale an der Universität Konstanz und darüber hinaus. Zudem beschäftigt er sich mit Gebieten wie der Paläoökologie und anderen globalen Umweltthemen.
2004 wurde er an der Universität Konstanz emeritiert.

## Fotografie
Seit seinem zwölften Lebensjahr betätigt sich Max Tilzer zusätzlich intensiv mit künstlerischer Photographie mit Schwerpunkt auf Naturphotographie. Seit 1991 fanden mehrere Ausstellungen mit seinen Arbeiten statt, wobei er als Fotograf unter dem Namen Max von Tilzer auftritt.

## Schriften (Auswahl)
- Dynamik und Produktivität von Phytoplankton und pelagischen Bakterien in einem Hochgebirgssee, Schweizerbart Stuttgart 1972
- Large Lakes: Ecological Structures and Function, Springer-Verlag 1990, ISBN 0-387-52103-8, zusammen mit Colette Serruya
- Stoff- und Energiebilanzen in Lebensgemeinschaften. Am Beispiel des Alpenplanktons von Seen, Univers.-Vlg Konstanz 1998, ISBN 3-87940-180-2